# Campeonato Brasileiro de Futsal 2025
Die Campeonato Brasileiro de Futsal 2025 ist die zweite Spielzeit einer brasilianischen Futsalliga, der Campeonato Brasileiro de Futsal. Der Wettbewerb startete am 2. Mai.

## Modus
Der Wettbewerb wird in fünf Phasen ausgetragen, einer Vorrunde sowie Achtel-, Viertel-, Halb- und Finalspiele. In der ersten Runde treten alle Klubs in zwei Gruppe einmal im Ligaverfahren gegeneinander an. Die besten acht qualifizieren sich für das Achtelfinal. Ab dem Achtelfinale folgt der Wettbewerb dem K.-o.-System mit Hin- und Rückspiel. Es kommt der Klub weiter, welcher die Treffen mit mindestens einem Sieg für sich entscheiden konnte. Sollten nur Unentschieden in beiden Spielen erreicht werden, ging das zweite Spiel in die Verlängerung. Konnte dieses auch kein Klub für sich entscheiden, wurde der Sieger durch Strafstoß entschieden.

## Teilnehmer
Die Teilnehmer wurden am 12. März bekannt gegeben und am 22. März 2025 ihren Gruppen zugelost.
- América Mineiro
- América FC
- Apodi Futsal
- Ceará SC
- Chapecoense
- Associação Concordiense de Futsal
- Criciúma Futsal
- Estrela do Norte EC
- Fortaleza EC
- São João do Jaguaribe Futsal
- Juventude AF FC
- Paraná Clube
- Associação Passo Fundo Futsal
- Atlético Piauiense
- Ribeirópolis Futsal
- IF São Joseense
- São Miguel Futsal
- Associação Sorriso de Futsal
- Sport Recife
- EC Traipu
- CR Vasco da Gama
- Yeesco Futsal

Im Juli wurde Estrela do Norte vom Wettbewerb vom Wettbewerb suspendiert. Der Klub hatte zu dem Zeitpunkt fünf Gruppenspiele bestritten, alles Niederlagen. Grund für Suspendierung durch den CBFS war, dass Zahlungen an die Firma Pallas, welche für die Logistik des Wettbewerbs verantwortlich ist, nicht geleistet wurden. Die Gebühr betrug 365.000 Real, welche in fünf Raten gezahlt werden sollten. Mit dieser sollten alle Kosten der Auswärtsspiele (Tickets, Unterkunft, Verpflegung und Transfers für 20 Personen) während der gesamten Meisterschaft abgedeckt werden. Außer der Suspendierung, wurde der Estrela mit einer Geldstrafe von 30.000 Real belegt und für vier Jahre von allen Wettbewerben des CBFS ausgeschlossen.

## 1. Runde

### Gruppe A
| Pl. | Verein              | Sp. | S | U | N  | Tore    | Diff. | Punkte |
| --- | ------------------- | --- | - | - | -- | ------- | ----- | ------ |
| 1.  | Fortaleza EC        | 9   | 6 | 3 | 0  | 035:190 | +16   | 21     |
| 2.  | Chapecoense         | 10  | 5 | 4 | 1  | 020:170 | +3    | 19     |
| 3.  | Yeesco Futsal       | 9   | 5 | 2 | 2  | 035:220 | +13   | 17     |
| 4.  | São Miguel Futsal   | 9   | 5 | 1 | 3  | 023:190 | +4    | 16     |
| 5.  | Atlético Piauiense  | 8   | 4 | 2 | 2  | 022:150 | +7    | 14     |
| 6.  | CR Vasco da Gama    | 8   | 4 | 1 | 3  | 027:220 | +5    | 13     |
| 7.  | Jaguaribe Futsal    | 8   | 3 | 3 | 2  | 022:190 | +3    | 12     |
| 8.  | Ribeirópolis Futsal | 9   | 3 | 1 | 5  | 014:250 | −11   | 10     |
| 9.  | América Mineiro     | 9   | 2 | 2 | 5  | 022:270 | −5    | 08     |
| 10. | Juventude AF FC     | 9   | 1 | 3 | 5  | 014:330 | −19   | 06     |
| 11. | Estrela do Norte EC | 10  | 0 | 0 | 10 | 005:210 | −16   | 0      |

### Gruppe B
| Pl. | Verein              | Sp. | S | U | N | Tore    | Diff. | Punkte |
| --- | ------------------- | --- | - | - | - | ------- | ----- | ------ |
| 1.  | Passo Fundo Futsal  | 9   | 6 | 3 | 0 | 027:120 | +15   | 21     |
| 2.  | EC Traipu           | 8   | 6 | 1 | 1 | 034:210 | +13   | 19     |
| 3.  | Criciúma Futsal     | 10  | 4 | 3 | 3 | 026:250 | +1    | 15     |
| 4.  | Paraná Clube        | 8   | 4 | 2 | 2 | 026:190 | +7    | 14     |
| 5.  | Ceará SC            | 9   | 3 | 4 | 2 | 023:190 | +4    | 13     |
| 6.  | Apodi Futsal        | 9   | 3 | 2 | 4 | 020:210 | −1    | 11     |
| 7.  | Sorriso Futsal      | 9   | 3 | 1 | 5 | 022:230 | −1    | 10     |
| 8.  | IF São Joseense     | 8   | 3 | 1 | 4 | 011:210 | −10   | 10     |
| 9.  | Sport Recife        | 8   | 1 | 3 | 4 | 011:180 | −7    | 06     |
| 10. | Concordiense Futsal | 8   | 1 | 3 | 4 | 020:280 | −8    | 06     |
| 11. | América FC          | 8   | 1 | 1 | 6 | 013:250 | −12   | 04     |

## Prämien
Der Verband lobte nachstehende Prämien aus:
- Meisterschaft: 250.000 Real und ein PKW
- Vizemeister: 150.000 Real
- Drittplatzierter: 70.000 Real
- Viertplatzierter: 30.000 Real
- Bester Spieler auf ihrer Position: jeweils 10.000 Real
- Bester Trainer: 10.000 Real